# 嘉元
嘉元（）は、日本の元号の一つ。乾元の後、徳治の前。1303年から1306年までの期間を指す。この時代の天皇は後二条天皇。鎌倉幕府将軍は久明親王、執権は北条師時。

## 改元
- 乾元2年8月5日（ユリウス暦1303年9月16日）：彗星と日照りにより改元。
- 嘉元4年12月14日（ユリウス暦1307年1月18日）：徳治に改元。

## 嘉元期におきた出来事
2年
- 7月16日：後深草法皇崩御。

3年
- 4～5月：越訴頭人の北条宗方らが連署の北条時村らを討つ。宗方らは執権の北条師時の館で殺される（嘉元の乱）。
- 9月15日：亀山法皇崩御。

## 西暦との対照表
※は小の月を示す。
| 嘉元元年（癸卯） | 一月      | 二月※ | 三月 | 四月  | 閏四月※ | 五月※ | 六月  | 七月※ | 八月  | 九月※ | 十月※   | 十一月   | 十二月    |
| ---------------- | --------- | ----- | ---- | ----- | ------- | ----- | ----- | ----- | ----- | ----- | ------- | -------- | --------- |
| ユリウス暦       | 1303/1/19 | 2/18  | 3/19 | 4/18  | 5/18    | 6/16  | 7/15  | 8/14  | 9/12  | 10/12 | 11/10   | 12/9     | 1304/1/8  |
| 嘉元二年（甲辰） | 一月※     | 二月  | 三月 | 四月※ | 五月    | 六月※ | 七月  | 八月※ | 九月  | 十月※ | 十一月  | 十二月※  |           |
| ユリウス暦       | 1304/2/7  | 3/7   | 4/6  | 5/6   | 6/4     | 7/4   | 8/2   | 9/1   | 9/30  | 10/30 | 11/28   | 12/28    |           |
| 嘉元三年（乙巳） | 一月      | 二月※ | 三月 | 四月※ | 五月    | 六月  | 七月※ | 八月  | 九月※ | 十月  | 十一月※ | 十二月   | 閏十二月※ |
| ユリウス暦       | 1305/1/26 | 2/25  | 3/26 | 4/25  | 5/24    | 6/23  | 7/23  | 8/21  | 9/20  | 10/19 | 11/18   | 12/17    | 1306/1/16 |
| 嘉元四年（丙午） | 一月      | 二月※ | 三月 | 四月※ | 五月    | 六月※ | 七月  | 八月  | 九月※ | 十月  | 十一月※ | 十二月   |           |
| ユリウス暦       | 1306/2/14 | 3/16  | 4/14 | 5/14  | 6/12    | 7/12  | 8/10  | 9/9   | 10/9  | 11/7  | 12/7    | 1307/1/5 |           |